# Voravongsa I
Voravongsa I (? - 1579), danh xưng hoàng gia là Samdach Brhat-Anya Chao Brhatasena Vora Varman Raja Sri Sadhana Kanayudha, là vua thứ 20 của Vương quốc Lan Xang, trị vì từ năm 1575 đến năm 1579 chết đuối khi chạy loạn 
Ông là con trai của Vua Phothisarath I. Ông bị người Miến Điện bắt làm tù binh năm 1565 trong thời gian họ chiếm đóng Viêng Chăn. Năm 1575 sau lần thứ ba trong một loạt các cuộc xâm lược của người Miến Điện đến Lan Xang, Voravongsa được Vua Taungoo là Bayinnaung chỉ định thay thế Sen Soulintha làm vua chư hầu thuộc Đế chế Taungoo (Myanmar).
Tuy nhiên vào năm 1579, một cuộc nổi dậy đã diễn ra, ông chạy trốn nhưng chết đuối cùng vợ và hai con gái. Người Miến Điện đưa Sen Soulintha trở lại làm vua Lan Xang.

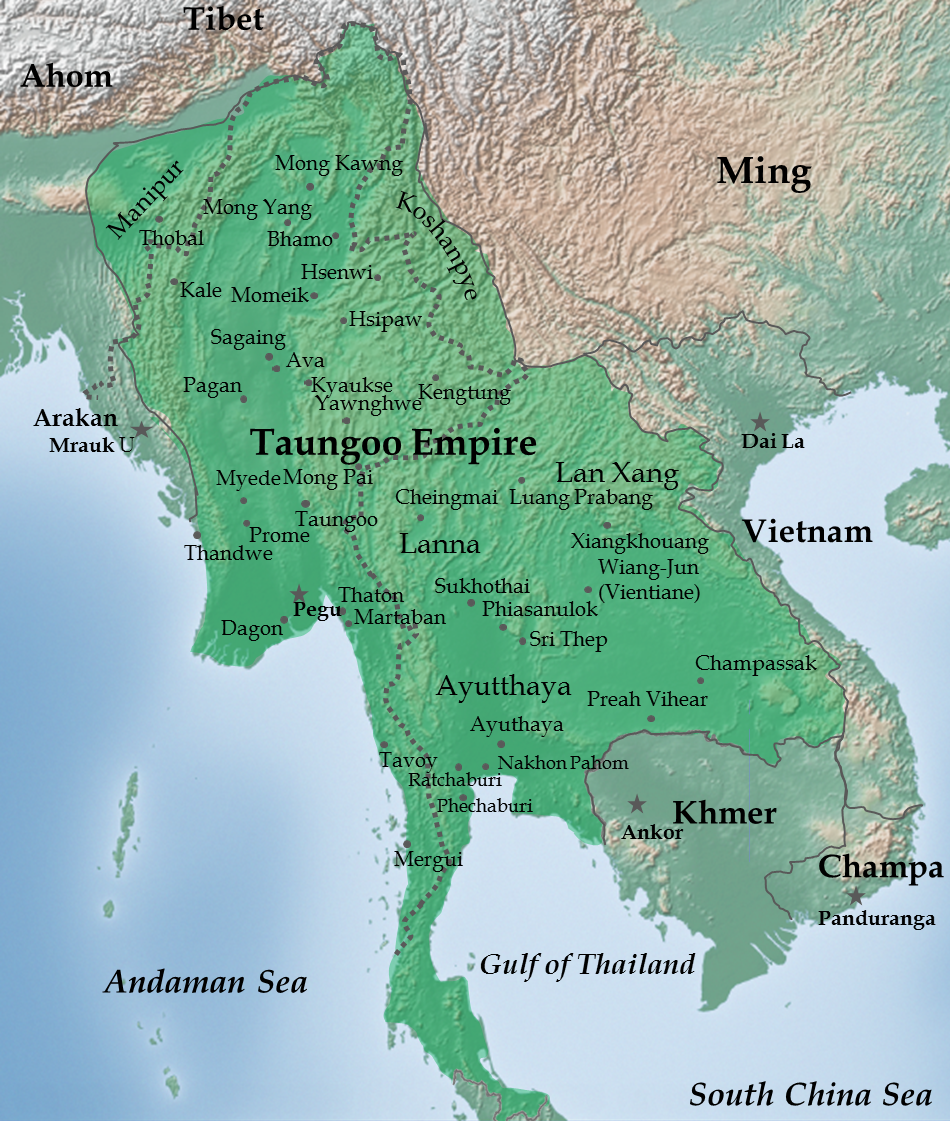
Đế chế Taungoo lúc cực thịnh, cỡ 1580